# Álmos (Kroatien)
Álmos ['a:lmoʃ] (kroatisch Almoš, slowakisch Álmoš; * um 1074/1075; † um 1127/1129) war von 1084 bis 1091 Herzog von Kroatien, von 1091 bis 1095 König von Kroatien und von 1095 bis 1108 der letzte Herzog des slowakischen Herzogtums Nitra.

## Familie
Álmos war ein Sohn des ungarischen Königs Géza I. und der griechischen Prinzessin Synadene von Byzanz. Er heiratete im August 1104 Pre(d)slava, die Tochter des Kiewer Großfürsten Swjatopolk II. Isjaslawitsch. Sie hatten drei Kinder: Adelhaid, Hedvig (auch Sophia genannt) und Béla, den späteren König von Ungarn.

## Leben
1091 nahm er an dem von König Ladislaus geführten Feldzug gegen Kroatien teil und wurde von diesem zum König dieses neu eroberten Landesteils erhoben. Ladislaus hatte Álmos als König in Slawonien eingesetzt, um zu zeigen, dass er diesen Teil Kroatiens nicht annektieren möchte. Als der Feldzug von Ladislaus gegen Kroatien keinen Erfolg hatte, annektierte Ladislaus Slawonien für Ungarn. Álmos sollte auf seinen Königstitel verzichten und einen Herzogstitel annehmen.
1095 ernannte Ladislaus Álmos zum Thronfolger. Sein Bruder Koloman konnte sich damit nicht abfinden. Es brach ein Streit zwischen Ladislaus und Koloman aus und Koloman flüchtete nach Polen. Nach Ladislaus’ Tod versöhnten sich Álmos und Koloman. Koloman wurde König von Ungarn und Álmos Fürst des Neutraer Fürstentums.
1098 entstand zwischen Koloman, der vom Papst, und Álmos, der von Deutschland (Heinrich IV. nannte ihn seinen treuen Freund) und Böhmen unterstützt wurde, ein neuer Konflikt, u. a. weil sich Koloman 1097 zum König von Kroatien proklamierte (Krönung erst 1102, nachdem er vorher das Gebiet Venedig überlassen hatte). Für die Kämpfe holte sich Álmos Hilfe aus dem Heiligen Römischen Reich, Polen und Böhmen. 
1108 schlossen die beiden Brüder Frieden, aber Koloman verletzte ihn und ließ Almos und seinen Sohn Béla (den künftigen König Béla II.) 1108 oder 1109 blenden und im Kloster von Dömös einschließen, um Thronstreitigkeiten zu verhindern. Die Hinrichtung der beiden ließ sich durch die Vermittlung der Mönche vermeiden.
Der blinde Álmos konnte 1126 fliehen. Er fand Schutz am Hof des byzantinischen Kaisers Johannes II., dessen Frau die Tochter von Ladislaus I. war. Im Byzantinischen Reich lebte Álmos unter dem Namen Konstantin. Er starb 1127 oder 1129. Seine sterblichen Überreste ließ man 1137 nach Székesfehérvár überführen.